# Clancy (album)
Clancy is het zevende album van Twenty One Pilots, uitgebracht in 2024. De titel van het album verwijst naar hun protagonist (hoofdrolspeler) Clancy in het vijfde studio-album Trench (2018). Dit album zal het laatste hoofdstuk zijn van hun bijna 10 jaar durende conceptreeks van de band.
Net als eerdere albums in de serie is Clancy in de bekende wereld van 'Dema'. In dit album wordt het verhaal verteld over zijn meerdere ontsnappingspogingen naar Trench vanuit Dema.

## Gebeurtenissen
Op 23 november 2023 werd op het YouTube-kanaal van Twenty One Pilots een 10 uur durende video geüpload, Ned's Cozy Fireplace. In deze video was een klein aantal nummers te horen van de afgelopen albums in een bijzondere Lo-Fi mix. In de video waren meerdere 'hints' te vinden naar het nieuwe album. Zo stond in de boekenkast een aantal boeken in een '2-2-9' patroon. Dit verwees later naar 2 februari 2024 (2/29), de dag waarop er iets moest gebeuren. Achteraf werd op deze datum 'Overcompensate' gereleased.
Daarna bleef het een lange tijd stil, tot op 15 februari 2024 opeens op zowel Apple Music, Spotify en andere streamingsdiensten rode tape verscheen op eerder gemaakte albums. Blurryface, Trench, Vessel en Scaled And Icy werden beplakt met de rode tape.
Op 17 februari 2024 verschenen door de hele wereld langzaam aan vreemde billboards met een Twenty One Pilots-logo die de fans nog nooit hadden gezien. In de rand van het billboard was de tekst CLANCY te lezen. Het eerste billboard werd gespot in Warschau. Later in de week verschenen ook kleinere posters in onder andere Amsterdam, Barcelona, Londen en Berlijn.
22 februari 2024 verscheen een nieuwe video op het kanaal van Twenty One Pilots met de mysterieuze titel I am Clancy. Een video met de gehele verhaallijn van de albums reeks uitgelegd onder begeleiding van, de stem van Tyler Joseph. Aan het einde van de video worden Fans verrast met een kleine sneakpeak van hun nieuwe single 'Overcompensate'.
Het nieuwe album werd aangekondigd op 29 februari 2024 mt de release-datum van 17 mei 2024.
Op 23 april 2024 werd een nieuwe release-datum aangekondigd, als reden dat de band voor elk nummer van het album een videoclip wil maken en deze tegelijkertijd wil releasen met het album. Door productionele redenen redden ze het niet om dit op tijd af te krijgen, dus verplaatsen zij het album naar 24 mei 2024, meldde Tyler Joseph op X.

## Tracklist
1. Overcompensate[4] (3:36)
2. Next Semester[5] (3:54)
3. Backslide[6] (3:00)
4. Midwest Indigo[7] (3:16)
5. Routines In The Night[8] (3:22)
6. Vignette[9] (3:22)
7. The Craving (Jenna's version)[10] (2:54)
8. Lavish[11] (2:38)
9. Navigating[12] (3:43)
10. Snap Back[13] (3:30)
11. Oldies Station[14] (3:48)
12. At The Risk Of Feeling Dumb[15] (3:23)
13. Paladin Strait[16] (6:28)